# Slumber Party
A "Slumber Party" Britney Spears amerikai énekesnő második kislemeze a Glory-ról. A számot Mattias Larsson, Robin Fredriksson, Julia Michaels és Justin Tranter írta. A dal 2016. november 16-án jelent meg mint az album második kislemeze, az új változaton közreműködik Tinashe. A dalhoz tartozó videóklip 2016. november 18-án jelent meg. A "Slumber Party Remix EP" 2016. december 23-án jelent meg.

## Háttér
Miután megjelent a "Make Me...", Britney csapata különböző magazinokat kért fel, hogy megszavazzák a következő kislemezt. 2016 októberében Tinashe utalt a dal közreműködésében az Instagramon, majd végül Britney erősítette meg a hírt a Facebookon, egy közös képpel Tinashe-vel, mely a klipforgatáson készült.

## Videóklip
A klipet 2016. október 25-én forgatták, a rendezője Colin Tilley volt. A VEVO-n 2016. november 18-án debütált a videó. Britney Mario Lopeznek adott interjúja során beszélt arról, hogy a klipet a "Tágra zárt szemek" (Eyes Wide Shut) című film inspirálta. A videóklipet Britney korábbi klipjeihez hasonlították, pl. a "Boys"hoz, a jelenetet, melyben Britney felnyalja a tejet az asztalról pedig Madonna "Express Yourself" klipjéhez hasonlították.

## Kritika
A Playboy magazin a "Slumber Party"-t az év 3. legszexisebb dalának választotta. A V Magazine 2016 egyik legjobb videójának választotta a "Slumber Party"-t. "Ez volt az a pillanat, amely bebizonyította, hogy Britney valóban visszatért. A rendező Chris Tilley létrehozta a rosszul öltözött tivornya világát, és Britney csinálja ami a dolga. Némelyik koreográfia a legjobb, hancúrozása Tinashe-val valóban elragadó, és az asztalról való nyalakodása az évtized egyik legprovokatívabb pillanata. Az ikonikus énekesnő sosem volt még ennyire nyugodt és könnyű videóban, öröm nézni."

## Élő előadások
2016. november 16-tól az énekesnő hozzáadta a dalt a Britney: Piece of Me repertoárjához. 2016. december 2-án Britney fellépett a "Jingle Ball"-on, majd december 3-án a "Triple Ho Show'' fellépője volt, ezt követően december 10-én a Pepsi Jingle Bash-on is fellépett, mindhárom előadásnál társult hozzá a színpadon Tinashe.

## Slágerlistás helyezések
| Chart (2016)                               | Peak position |
| ------------------------------------------ | ------------- |
| Kanada (Canadian Hot 100)                  | 51            |
| France (SNEP)                              | 121           |
| Magyarország (Rádiós Top 40)               | 13            |
| Skócia (Scottish Singles Top 40)           | 90            |
| Spanyolország (PROMUSICAE)                 | 39            |
| UK Singles Sales (Official Charts Company) | 73            |
| US Billboard Hot 100                       | 86            |
| US Hot Dance Club Songs (Billboard)        | 1             |
| US Mainstream Top 40 (Billboard)           | 27            |

## Slumber Party Remix EP
A "Slumber Party Remix EP" 2016. december 23-án jelent meg, kizárólag digitális letöltéssel. Az album öt különböző remixet tartalmaz.
- 1.	Slumber Party ft. Tinashe (Bad Royale Remix)
- 2.	Slumber Party ft. Tinashe (Marc Stout & Scott Svejda Remix)
- 3.	Slumber Party ft. Tinashe (Bimbo Jones Remix)
- 4.	Slumber Party ft. Tinashe (Danny Dove Remix)
- 5.	Slumber Party ft. Tinashe (Misha K Remix)